# Leonardo Basso
Leonardo Basso (Castelfranco Veneto, 25 dicembre 1993) è un dirigente sportivo ed ex ciclista su strada italiano. Ha gareggiato da professionista dal 2018 al 2023, senza però cogliere vittorie. Nel 2024 è stato direttore sportivo per il WorldTeam Ineos Grenadiers.

## Palmarès
- 2013 (Zalf-Fior, una vittoria)

Trofeo Tapparo - Amici del Ciclismo Vallio Terme
- 2014 (Zalf-Fior, una vittoria)

Circuito dell'Assunta
- 2015 (Selle Italia-Cieffe-Ursus, due vittorie)

Trofeo GS Gavardo Tecmor
Gran Premio di Carnago

### Altri successi
- 2011 (Juniores)

Circuito delle Conche
- 2018 (Team Sky)

1ª tappa, 2ª semitappa Settimana Internazionale di Coppi e Bartali (Gatteo a Mare > Gatteo, cronosquadre)

## Piazzamenti

### Classiche monumento
- Milano-Sanremo

2022: 126º
2023: 131º
- Giro delle Fiandre

2020: ritirato
2021: ritirato
2022: ritirato
- Parigi-Roubaix

2021: ritirato
2022: ritirato
- Liegi-Bastogne-Liegi

2023: ritirato

### Competizioni mondiali
- Campionati del mondo

Richmond 2015 - In linea Under-23: 88º

### Competizioni continentali
- Campionati europei

Offida 2011 - In linea Juniores: 42º